# Święty Prokop
Święty Prokop (cs. великомученик Прокопий; ur. w III wieku w Jerozolimie, zm. 8 czerwca 303) – męczennik chrześcijański, święty Kościoła katolickiego i prawosławnego.

## Życie
Prokop pochodził ze znanej rzymskiej rodziny zamieszkałej w Jerozolimie. Jego ojcem był chrześcijanin o imieniu Krzysztof, a matką poganka Teodozja. Wcześnie stracił ojca i był wychowywany przez matkę. Otrzymał świetne wykształcenie i wstąpił na służbę do cesarza rzymskiego Dioklecjana. Szybko piął się po szczeblach kariery i w 303 roku został wyznaczony przez cesarza na prokonsula w Aleksandrii z zadaniem zwalczania miejscowych chrześcijan. Według legendy w czasie podróży usłyszał głos z nieba, karcący go za sprzeciwianie się Chrystusowi.
W Aleksandrii Prokop nie tylko nie zaczął prześladowań, ale rozpoczął walkę z pogańskimi wierzeniami. Na skutek donosu własnej matki został aresztowany i poddany torturom. Dzięki wytrwałości w znoszeniu bólu nawrócił na chrześcijaństwo wielu żołnierzy i mieszkańców Cezarei Nadmorskiej, w tym własną matkę. 
Po antychrześcijańskim edykcie Dioklecjana wszyscy zostali ścięci w 303 roku.

## Kult
Wspomnienie liturgiczne w Kościele katolickim obchodzone jest 8 lipca
Cerkiew prawosławna wspomina wielkiego męczennika 8/21 lipca, tj. 21 lipca według kalendarza gregoriańskiego.

## Ikonografia
W ikonografii święty przedstawiany jest jako młody, pozbawiony zarostu, mężczyzna w zbroi rzymskiego rycerza oraz jasnoczerwonym płaszczu. Uzbrojony jest w pikę i tarczę, które zależnie od wizerunku znajdują się w jednej bądź obu rękach. 
Na niektórych ikonach w prawej dłoni trzyma krzyż, a niekiedy również zwój z napisem: "Przedwieczny Boże, wspomnij ludzi Swych. Ulecz chorych, wybaw cierpiących, a Swemu światu daruj pokój".